# Comuna Glăvănești, Bacău
Glăvănești (în trecut, Muncelu) este o comună în județul Bacău, Moldova, România, formată din satele Frumușelu, Glăvănești (reședința), Muncelu, Putredeni și Răzeșu.

## Așezare
Comuna se află în sud-estul județului, în Colinele Tutovei, pe valea râului Zeletin. Este traversată de șoseaua județeană DJ241, care o leagă spre nord de Motoșeni, Răchitoasa, Colonești și Izvoru Berheciului și spre sud de Podu Turcului (unde se intersectează cu DN11A), mai departe în județul Vrancea de Boghești și Tănăsoaia și mai departe în județul Galați de Gohor (unde se termină în DN24).

## Demografie
Componența etnică a comunei Glăvănești
     Români (93,7%)
     Alte etnii (0,13%)
     Necunoscută (6,16%)
Componența confesională a comunei Glăvănești
     Ortodocși (93,54%)
     Alte religii (0,2%)
     Necunoscută (6,26%)
Conform recensământului efectuat în 2021, populația comunei Glăvănești se ridică la 3.001 locuitori, în scădere față de recensământul anterior din 2011, când fuseseră înregistrați 3.321 de locuitori. Majoritatea locuitorilor sunt români (93,7%), iar pentru 6,16% nu se cunoaște apartenența etnică. Din punct de vedere confesional, majoritatea locuitorilor sunt ortodocși (93,54%), iar pentru 6,26% nu se cunoaște apartenența confesională.

## Politică și administrație
Comuna Glăvănești este administrată de un primar și un consiliu local compus din 11 consilieri. Primarul, Adrian Alexandru[*], de la Partidul Social Democrat, este în funcție din 1 noiembrie 2024. Începând cu alegerile locale din 2024, consiliul local are următoarea componență pe partide politice:
|  | Partid                    | Consilieri | Componența Consiliului | Componența Consiliului | Componența Consiliului | Componența Consiliului | Componența Consiliului | Componența Consiliului |
|  | ------------------------- | ---------- | ---------------------- | ---------------------- | ---------------------- | ---------------------- | ---------------------- | ---------------------- |
|  | Partidul Social Democrat  | 6          |                        |                        |                        |                        |                        |                        |
|  | Partidul Național Liberal | 5          |                        |                        |                        |                        |                        |                        |

## Istorie
La sfârșitul secolului al XIX-lea, comuna purta numele de Muncelu, făcea parte din plasa Zeletin a județului Tecuci și era formată din satele Glăvănești, Frumușelu, Fundătura, Poiana lui Stan și Muncelu, cu 3328 de locuitori. În comună funcționau patru biserici ortodoxe (la Glăvănești, Muncelu, Fundătura și Frumușelu) și două școli — una deschisa în 1866 la Frumușelu, având 60 de elevi; și una deschisă în 1878 la Glăvănești, având 28 de elevi.
Anuarul Socec din 1925 consemnează separarea comunei Glăvănești, care avea 2081 de locuitori în satele Glăvănești și Poiana lui Stan și în cătunele Plopu și Răzeșu. Comuna Muncelu rămăsese cu satele Frumușelu, Fundătura și Muncelu. Ambele comune făceau parte din plasa Podu Turcului, a aceluiași județ.
În 1950, comuna Muncelu a luat denumirea de Frumușelu, iar cele două comune au fost transferate raionului Răchitoasa din regiunea Bârlad și apoi (după 1956) raionului Adjud din regiunea Bacău. În 1968, cele două comune au trecut la județul Bacău, iar comuna Frumușelu a fost desființată, satele ei trecând la comuna Glăvănești. Tot atunci, satul Fundătura a fost desființat și comasat cu satul Frumușelu, iar comunei i-a fost alipit și satul Putredeni, ce făcea parte până atunci din comuna Coroiești din județul Vaslui.

## Monumente istorice
Două obiective din comuna Glăvănești sunt incluse în lista monumentelor istorice din județul Bacău ca monumente de interes local, ambele fiind clasificate ca situri arheologice: situl de la „Valea Glodului”, „Tăvădărești”, aflat la 1 km vest de satul Muncelu cuprinde urmele unor așezări din neolitic, din Epoca Bronzului, respectiv din perioada Latène (secolele al II-lea–I î.e.n.); și așezarea de la „Cociuba Dămăcușa” (la sud de Glăvănești), datând din epoca daco-romană (secolele al IV-lea–al III-lea î.e.n.).